# Tramlijn 30 (Antwerpen)
De Antwerpse tramlijn 30 werd ingelegd voor de duur van de Wereldtentoonstelling van 1930 en verbond Merksem met het terrein van de Wereldtentoonstelling.

## Geschiedenis
In 1930 werden heel wat nieuwe tramlijnen ingericht om bezoekers naar het terrein van de Wereldtentoonstelling te krijgen. Een ervan was lijn 30, die het traject van tramlijn 3 bereed van Merksem (Oude Bareel) tot het station Antwerpen-Centraal en van daaruit het traject van tramlijn 2 tot de hoofdingang van de Wereldtentoonstelling op de Jan Van Rijswijcklaan ter hoogte van het kruispunt met de Bosmanslei/Desguinlei (via de Pelikaanstraat e.v., Belgiëlei, Koning Albertpark, Jan Van Rijswijcklaan.

## Kenkleur
Het koersbord van lijn 30 was wit, met rode letters. Uitzonderlijk was zelfs het lijnnummer 30 in het rood geschilderd.

## Buslijn 30
In 2006 kreeg het Antwerpse stadsnet een buslijn 30, maar die heeft niets te maken met de tramlijn met dezelfde nummer.